# Father to Son
A Father to Son a második dal a brit Queen együttes 1974-es Queen II albumáról. A szerzője Brian May gitáros volt. Az album úgynevezett Fehér oldalára került, amelyre egy kivétellel csak May írt dalokat.
Egy lassú bevezetővel kezdődik, amely másfél perc elteltével egy gyorsabb szakaszba vezet át, ahol a hangsúlyosabb gitárriffek, és a kemény ritmusszekció veszik át a vezető szerepet. Ettől a középrésztől végül újra a bevezetőhöz hasonló lágyabb hangszerelés vezet a vége felé. Nincs határozott eleje és vége, megszakítás nélkül fut át az album eleji „Processionból”, a következő „White Queen”-be. Bonyolult zongoraszólamok jellemzik, egy részük olyan összetett volt, hogy Maynek kellett eljátszania, mert az együttes hagyományos zongoristája, Freddie Mercury túl bonyolultnak találta azokat. May szerint már itt felfedezhető volt az az összetettség, amely később a „Bohemian Rhapsodyt” is jellemezte. A dallamvilágából May több melódiát felhasznált az album elején lévő „Procession” című dalban.
Szövege szerint egy apa tanácsokkal teli levelet ad át a fiának, és figyelmezteti: bár most még nem érti a tanácsok többségét, később nagy hasznát veheti azoknak. Laza kapcsolata van a misztikus légkörhöz, a szövegből sejteni lehet, hogy egy királyról és a fiáról esik szó. Bár nyilatkozatai szerint May nem szereti a személyes élményeit belekeverni a szerzeményeibe, sokan a saját apjával való nehézkes kapcsolatát látják a dalban. May apja állítólag hosszú ideig ellenezte a fia zenei karrierjét, annak ellenére, hogy segített neki megépíteni a Red Specialt. Nem ez az egyetlen ilyen dala: az 1975-ös „Good Company” ugyancsak az apa-fiú kapcsolatának témakörét dolgozza fel.

## Élőben
Érdekessége, hogy mielőtt egyáltalán felvették volna, már egy ideje játszották koncerteken, így már a Queen album turnéján is elhangzott 1973-ban. Eleinte az album sorrendjében adták: lejátszották szalagról a Processiont, majd jött a „Father to Son”, de már a Sheer Heart Attack Touron beékelődtek az új dalok a két szám közé. Az A Night at the Opera Tour során már csak ritkábban adták elő, majd ezt követően lekerült a lejátszási listákról.
Az 1974. november 20-ai Rainbow Theatre-ben készült koncertfilmen is szerepelt, ez 1992-ben Live at the Rainbow címen jelent meg, kizárólag a Box of Tricks díszdobozos kiadás részeként.

## Idézetek
A Led Zeppelin és a The Who is benne van valahol, mert ők voltak a kedvenceink, de amiben próbálunk különbözni tőlük, az ez a rétegezett hangzás. A The Who-ra jellemző a nyílt gitárhang, és a „Father to Sonban” ez benne van, de a mi hangzásunk sokkal inkább az eltúlzott, erős gitárhangra alapul. Ezt használjuk a dal legnagyobb részében, de szerettem volna, ha a fődallam mögött még valami van.

## Közreműködők
- Ének: Freddie Mercury, Roger Taylor
- Háttérvokál: Queen

Hangszerek:
- Roger Taylor: Ludwig dobfelszerelés
- John Deacon: Fender Precision Bass, Martin akusztikus gitár
- Brian May: Red Special, Martin akusztikus gitár, Bechstein zongora
- Freddie Mercury: Bechstein zongora, ének